# Колектор порту Нью-Йорк
Колектор порту Нью-Йорк, іноді також  Колектор митних податків порту Нью-Йорк чи, помилково, Колектор митних податків для округу Нью-Йорк - збирач митних податків в порту Нью-Йорк, федеральний офіцер, який відповідав за збір податків на імпорт щодо іноземних товарів, які увійшли в США на кораблі через порт Нью-Йорк.

## Історія
Перший колектор Джон Лемб, був призначений з'їздом Конфедерації в 1784 році. Після цього колектори призначалися президентом США і підтверджувалися Сенатом США.
Офіс був описаний як "призова слива Федерального патронажу не тільки в цьому штаті, але, можливо, в країні, за межами посад в Кабінеті". Річний оклад в 1920 році становив 12000 $ плюс близько 8000 $ в тарифах.
Ця посада була скасована в 1966 році, з останнім колектором Джозефом П. Келлі, який продовжував після як консультант деякий час.

## Список колекторів
- 1 Джон Лемб (англ. John Lamb) / приблизно 22 березня 1784—1797
- 2 Джошуа Сендс (англ. Joshua Sands) / призначений 26 квітня, підтверджений 19 травня 1797—1801
- 3 Девід Гелстон (англ. David Gelston) / приблизно 09 липня 1801 – грудень 1820
- 4 Джонатан Томпсон (англ. Jonathan Thompson) / приблизно листопад 1820—1829
- 5 Samuel Swartwout / записаний приблизно 25 квітня, вступив на посаду 01 травня 1829, призначений 13 січня, підтверджений 29 березня 1830—1838
- 6 Jesse Hoyt / 1838 – 27 лютого 1841
- 7 John J. Morgan / лютий 1841 – березень 1841
- 8 Edward Curtis / 23 березня 1841—1844
- Charles G. Ferris / призначений Тайлером в 1844 відхилен Сенатом США
- 9 Cornelius P. Van Ness / 1844–1845
- 10 Cornelius Van Wyck Lawrence / 1845–1849
- 11 Hugh Maxwell / 1849–1853
- Daniel S. Dickinson / призначений 1853 Пірсом, але відмовився
- 12 Greene C. Bronson / 1853
- 13 Heman J. Redfield /  01 листопада 1853 – 01 липня 1857 пішов у відставку
- 14 Augustus Schell / 1857–1861
- 15 Hiram Barney / 1861–1864
- 16 Simeon Draper / 1864–1865 (11 місяців)
- 17 Preston King / приблизно 12 August – листопад 1865 (самогубство)
- Charles P. Clinch / виконувач обов'язків з листопада 1865 – травень 1866
- 18 Henry A. Smyth / приблизно 10.05.1866–1869
- 19 Моузес Хікс Гріннел (англ. Mouses H. Grinnell) / приблизно  20.03.1869–1870
- 20 Thomas Murphy приблизно 13.07.1870–1871
- 21 Честер Алан Артур (англ. Chester A. Arthur) / приблизно в листопаді 1871–1878
- Theodore Roosevelt, Sr. / призначений в грудні 1877 і відхилен Сенатом США
- 22 Edwin Atkins Merritt / 1878–1881
- 23 William H. Robertson / призначений 24 березня, підтвержений 18 травня 1881–1885
- 24 Edward L. Hedden / 1885–1886
- 25 Daniel Magone / 1886–1889
- 26 Joel Erhardt / 1889 – 01 серпня 1891
- 27 Jacob Sloat Fassett / 01 серпня 1891 – вересень 1891
- 28 Francis Hendricks / присягнув 28 вересня 1891[4] – 1893[5]
- 29 James T. Kilbreth / липень 1893 – 23.06.1897 (помер в офісі)
- Joseph James Couch / спеціальний заступник колектора з 1890 року, виконувач обов'язків з 23 червня – 14.07.1897[6]
- 30 George R. Bidwell / 14.07.1897 – 03.04.1902
- 31 Nevada Stranahan / 03.04.1902 – липень 1907 виїхав за кордон, а потім пішов у відставку за станом здоров'я
- Henry C. Stuart / виконувач обов'язків, коли Странахан був за кордоном в липні – грудень 1907
- 32 Edward S. Fowler / призначений 04.12.1907–1909
- 33 William Loeb, Jr. / 09.03.1909–1913
- 34 John Purroy Mitchel / (elected Mayor of New York City) призначений в травні, підтверджений в червні 1913 – 08 жовтня 1913[7]
- 35 Dudley Field Malone[8] / призначений 10.11.1913–1917
- 36 Byron R. Newton / confirmed September 30, 1917 – 1921[9]
- 37 George W. Aldridge / nominated and confirmed April 19, 1921 – June 13, 1922 (died in office)[10]
- Henry C. Stuart / Acting June 13, 1922 – 1923[11]
- 38 Philip Elting / 1923–1933[12]
- 39 Harry M. Durning / 1933–1953 відповідач в справі Dioguardi v. Durning, 139 F.2d 774 (2d Cir. 1944), часто використовується на курсах Цивільне процесуальне право як відправна точка, щоб вчити дебатам під сучасним підходом.
- 40 Robert Wharton Dill / 05.08.1953–1961
- 41 Joseph P. Kelly / липень 1961 – червень 1966

Приватним актом 58-го Конгресу від березня 1904 року відшкодовуються Джеймсу Т. Kilbreth (посмертно), Джорджу Р. Bidwell, і Невада Н. Странахан як колекторам митних податей в окрузі і порту Нью-Йорк за збитки, шляхом присвоєння чужого майна Байрамом У. Вінтерсом, клерком митної служби. Странахан отримав відшкодування у сумі 8821.44 $ від федерального уряду, що особисто вирішило весь обсяг шахрайства.